# Gize (Mineralwasser)
Gize ist ein Mineralwasser aus der Spa Springs Therme in Annapolis County, Nova Scotia, Kanada. Hersteller des Wassers ist das Unternehmen Canadian Mineral Water S.A.
In Deutschland wird das Mineralwasser von Luxemburg aus vertrieben. Im Gegensatz zu vielen anderen ausländischen Mineralwasseranbietern erhielt das Gize-Mineralwasser die deutsche amtliche Anerkennung als Mineralwasser. Damit ist Gize einer von 35 ausländischen Mineralwasseranbietern in Deutschland, sowie das einzige Mineralwasser aus Nordamerika, welches den Kriterien entspricht. Das goldgefilterte Mineralwasser wurde beim Design Award durch sein Flaschendesign mit dem Global Packaging Design Award 2010 ausgezeichnet.

## Zusammensetzung
Angaben zur Ionenkonzentration in mg/l nach einer Analyse des Institut Fresenius:
Kationen
- Calcium: 286
- Magnesium: 9,5
- Natrium: 36,1
- Kalium: 1,9

Anionen
- Sulfat: 692
- Hydrogencarbonat: 115
- Kieselsäure: 15
- Chlorid: 9,9

- TDS-Wert: 1170 (total)

## Produkte
- Gize Sparkling
- Gize Still
- Gize + Mild, Lemon-Eldeflower (Limetten und Holundergeschmack)
- Gize + Mild, Raspberry-Ginseng (Himbeer und Ginsenggeschmack)
- Gize + Intense, Pear-Vinegar (Birnengeschmack)
- Gize + Intense, Pineapple-Coconut (Ananas und Kokosgeschmack)